# Pessines
Pessines é uma comuna francesa na região administrativa da Nova Aquitânia, no departamento de Charente-Maritime. Estende-se por uma área de 9,05 km². Em 2010 a comuna tinha 788 habitantes (densidade: 87,1 hab./km²).